# Église Saint-Martin de Sebourg
L'église Saint- Martin de Sebourg, aussi appelée couramment église Saint-Druon, est une église catholique située à Sebourg, en France. Elle est dédiée à saint Martin, saint populaire dans le Nord de la France depuis au moins le XIIIe siècle selon Michel Dezobry (historien local). Après sa reconstruction à la suite d'un incendie en 1186, l'église reste dédiée à saint Martin mais honore aussi le saint local, Druon, patron des bergers, né en Artois en 1118 et mort en ermite à Sebourg en 1186.

## Localisation
L'église est située dans le département français du Nord, dans la commune de Sebourg. Elle est située Place de l'église, sur une butte qui domine la partie sud-est du village. 

## Historique
Une ancienne église a vraisemblablement disparu lors d'un incendie survenu avant 1186. Cet incendie a été l'occasion d'un épisode miraculeux durant lequel Druon est resté prier dans sa cellule entourée par les flammes l'entouraient sans être blessé. Il n'y a que peu d'informations sur cette ancienne église, que l'on sait de construction romane.
Selon Pierre Leboucq, la construction de l'église actuelle débute dès la mort de Druon en 1186. Cette construction est actée au XIIIe siècle. Druon y est inhumé et des miracles commencent à se produire (guérisons de fractures entre autres). 
Cette église ne ressemblait pas à celle d'aujourd'hui. Elle a en effet subi de nombreux changements, dont le plus notable est certainement la tour latérale remplacée par une tour de front (comme on peut le voir dans les Albums de Croÿ). Cette nouvelle tour date de 1697 (date inscrite sur la tour) et fut réalisée par Bernard Duez ; elle mesure 73 mètres. L'horloge à trois cadrans où le personnage de saint Druon indiquait l'heure a disparu. On dénombre aujourd'hui trois cloches, contre 18 auparavant. Le clocher est de style Louis XV, de forme quadrangulaire ; il comporte des contreforts et une flèche entourée de quatre clochetons. 
Pendant la Première Guerre mondiale, ce clocher a été en partie détruit par un bombardement allemand, comme en témoignent les cartes postales de l'époque. 
L'édifice est classé au titre des monuments historiques depuis 1919.

## Intérieur de l'église
L'intérieur de l'église comporte plusieurs objets remarquables :
- des boiseries des XVIIe (chaire, autel à balustrade, banc à communion, maître-autel et son retable dans le chœur, autel Saint Druon, son retable et sa balustrade) et XVIIIe siècles (4 confessionnaux, les deux autels du transept, le buffet d'orgue et tous les lambris qui entourent les nefs et le chœur).
- les gisants du XIVe siècle, représentant un comte de Hénin-Liétard et celui de son épouse mais sans être sûr de l'identité exacte du chevalier.
- une chaire de 1613 réalisée par le menuisier ébéniste quercitain Jacques Ganthois.
- les orgues présents depuis le XVIe siècle avec un buffet en chêne de 1780. La menuiserie est classée monument historique.
- La piscine romane (ou liturgique), une des dernières de France.
- les tableaux de saint Martin et de saint Druon au XIXe siècle.

- L'ermitage ou la cellule de Druon de 1774, cellule où Druon se trouvait lors de l'incendie de l'église précédente . Cette cellule contient une sculpture ("gisant") du saint (du XVe siècle) et un vitrail du XXe siècle. Le vitrail précédent était rouge et la cellule entière était baignée de rouge vif[8].

## Galerie

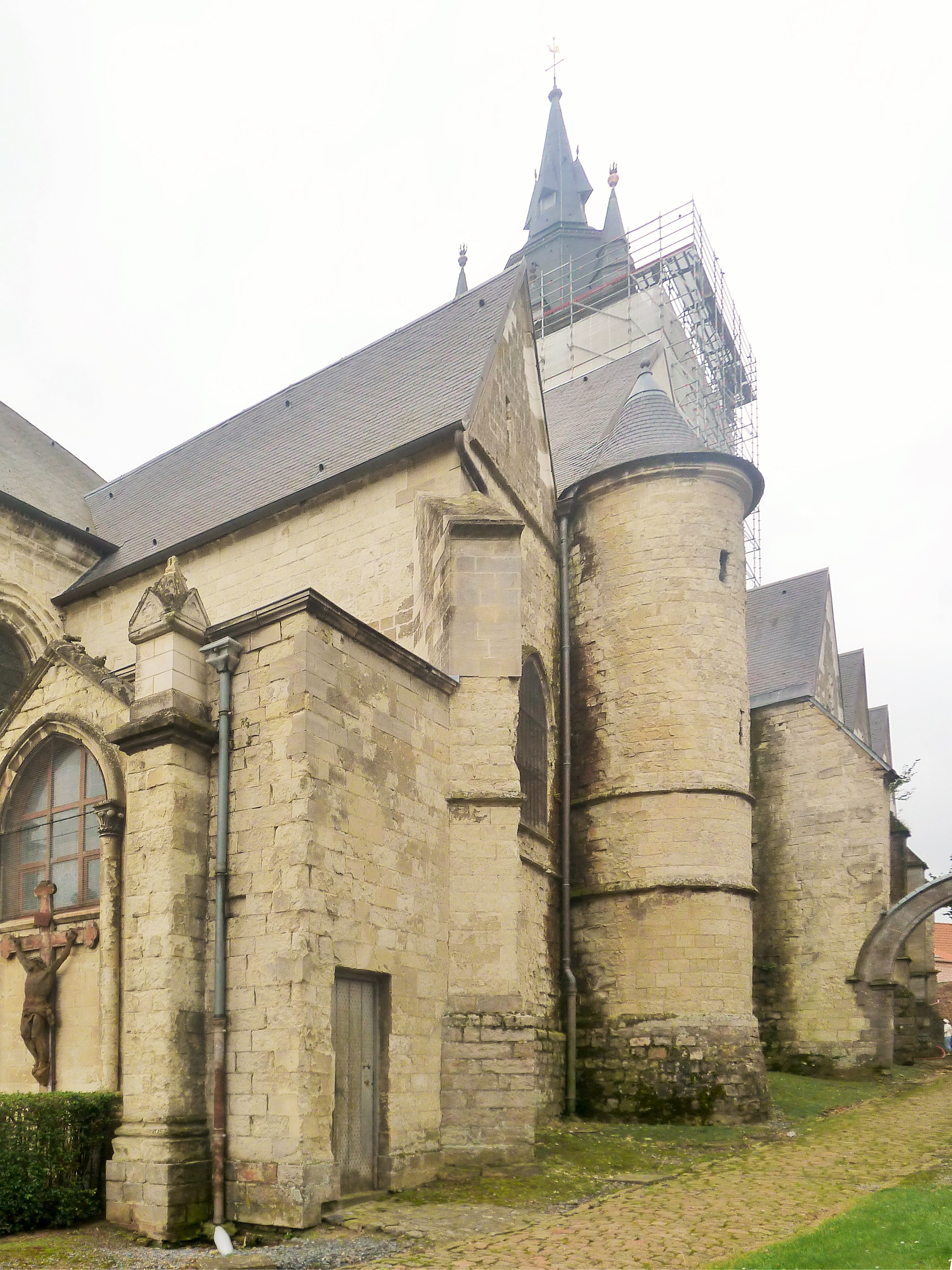
Façade nord de l'église Saint-Martin de Sebourg avec sa tourelle arrondie.
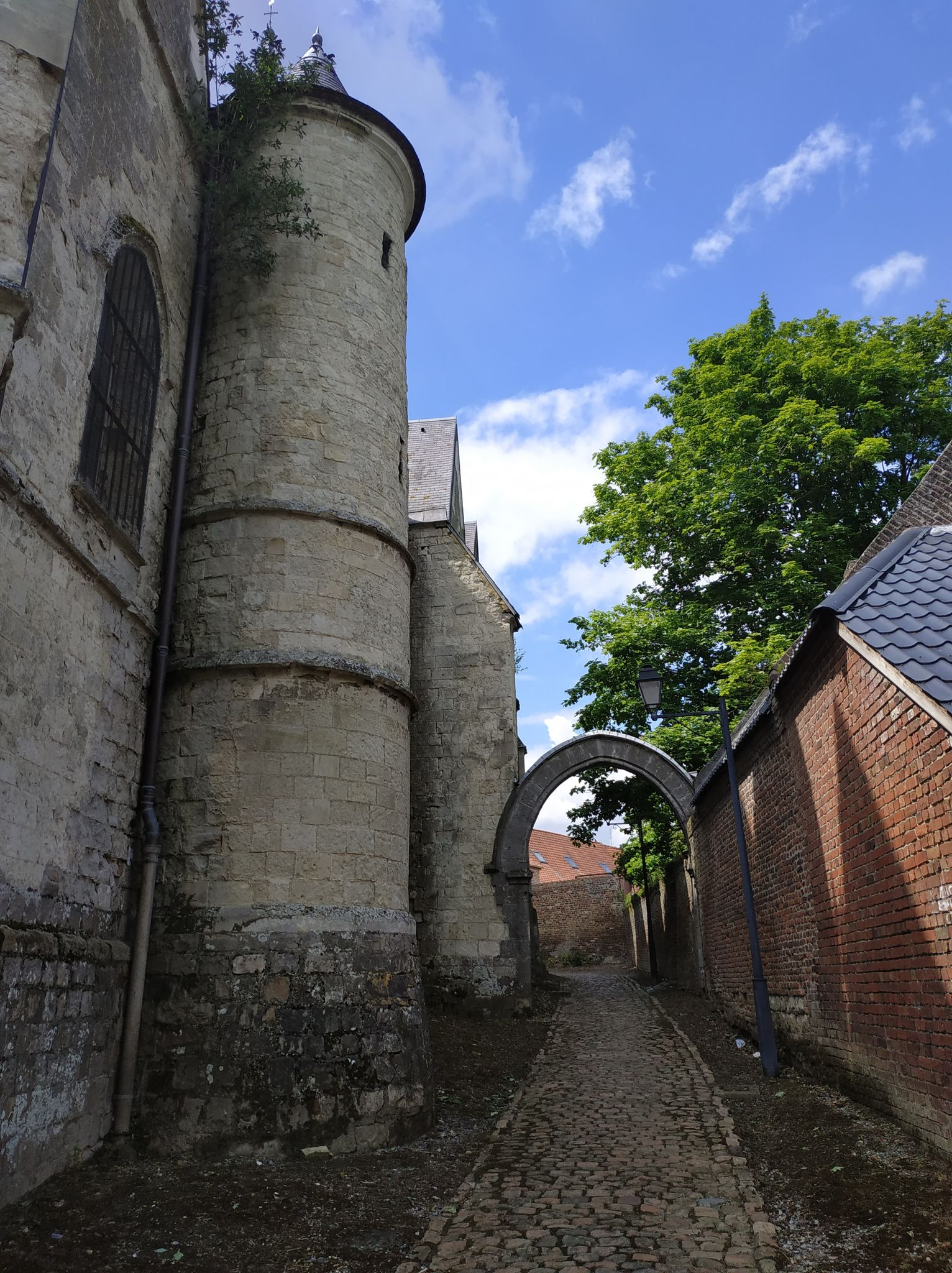
Allée piétonnière pavée qui passe sous l'arche de la tourelle.
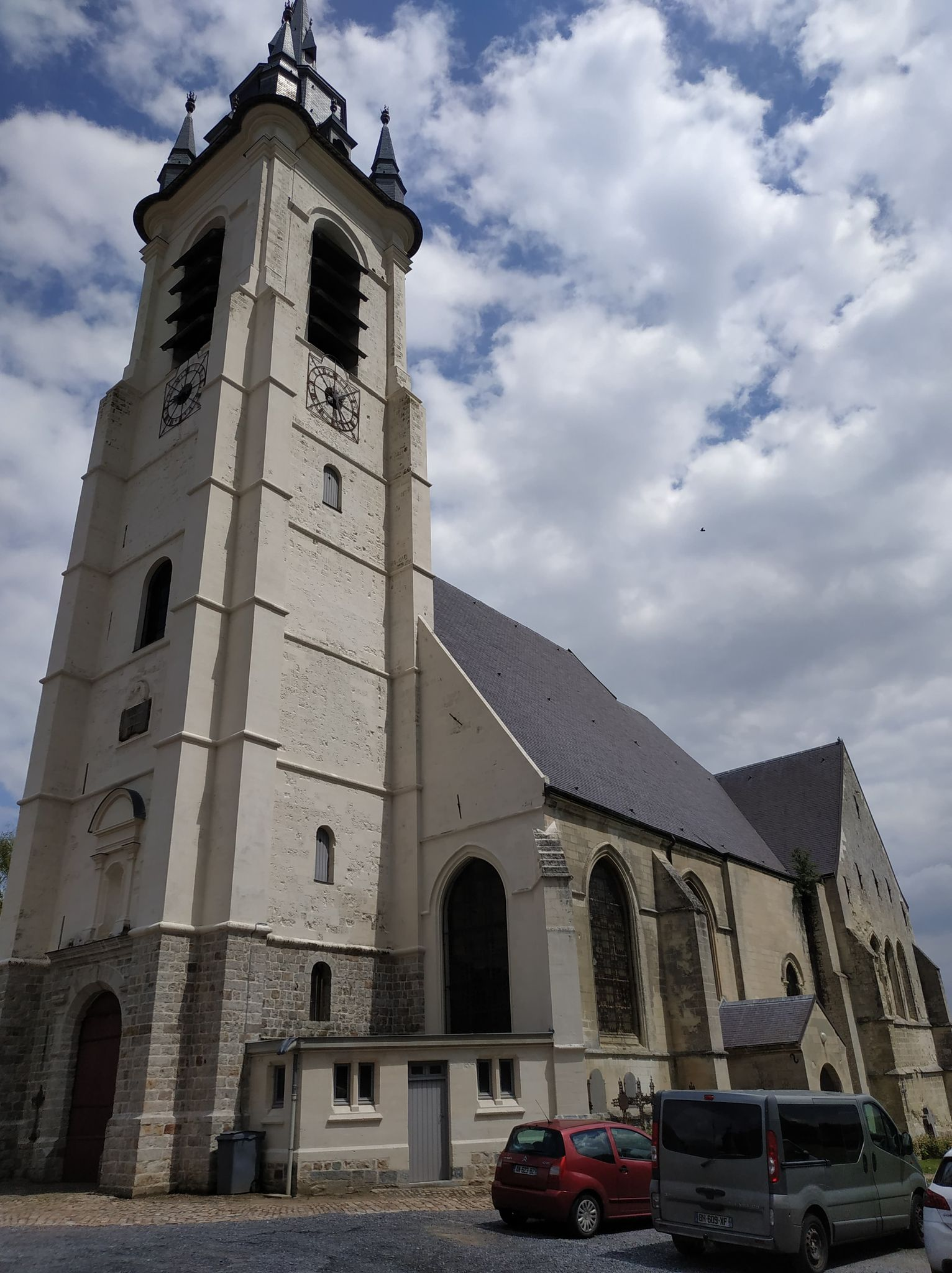
Le clocher de l'église et la façade sud.
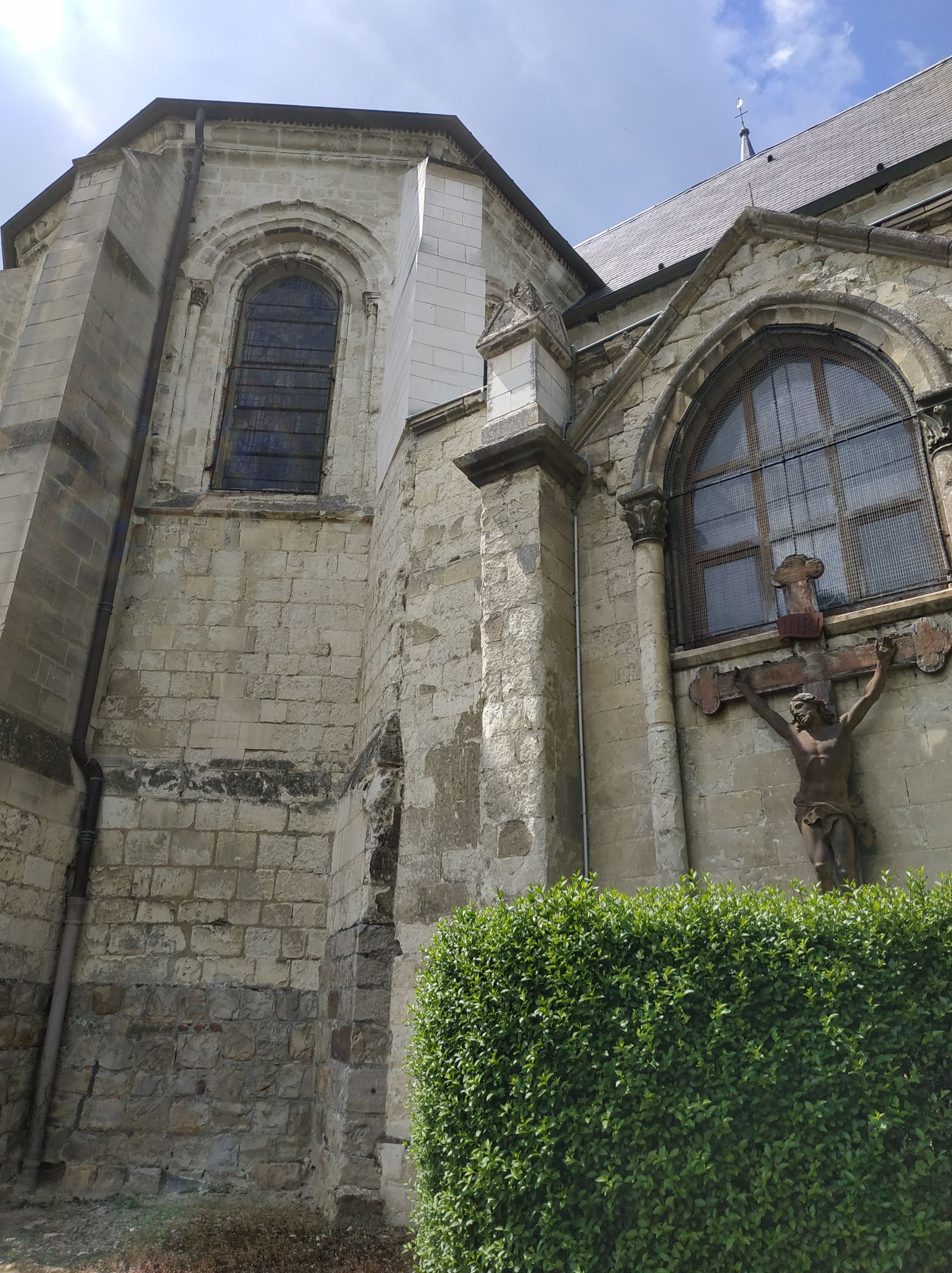
Arrière de l'église avec un vitrail et le calvaire.
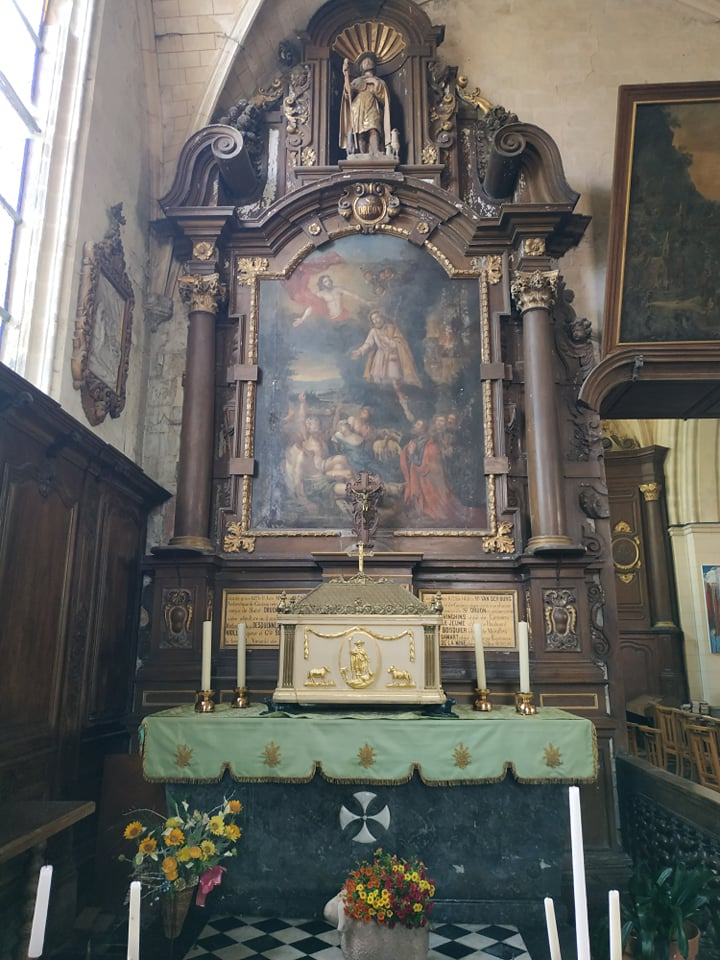
Autel et châsse de saint Druon.
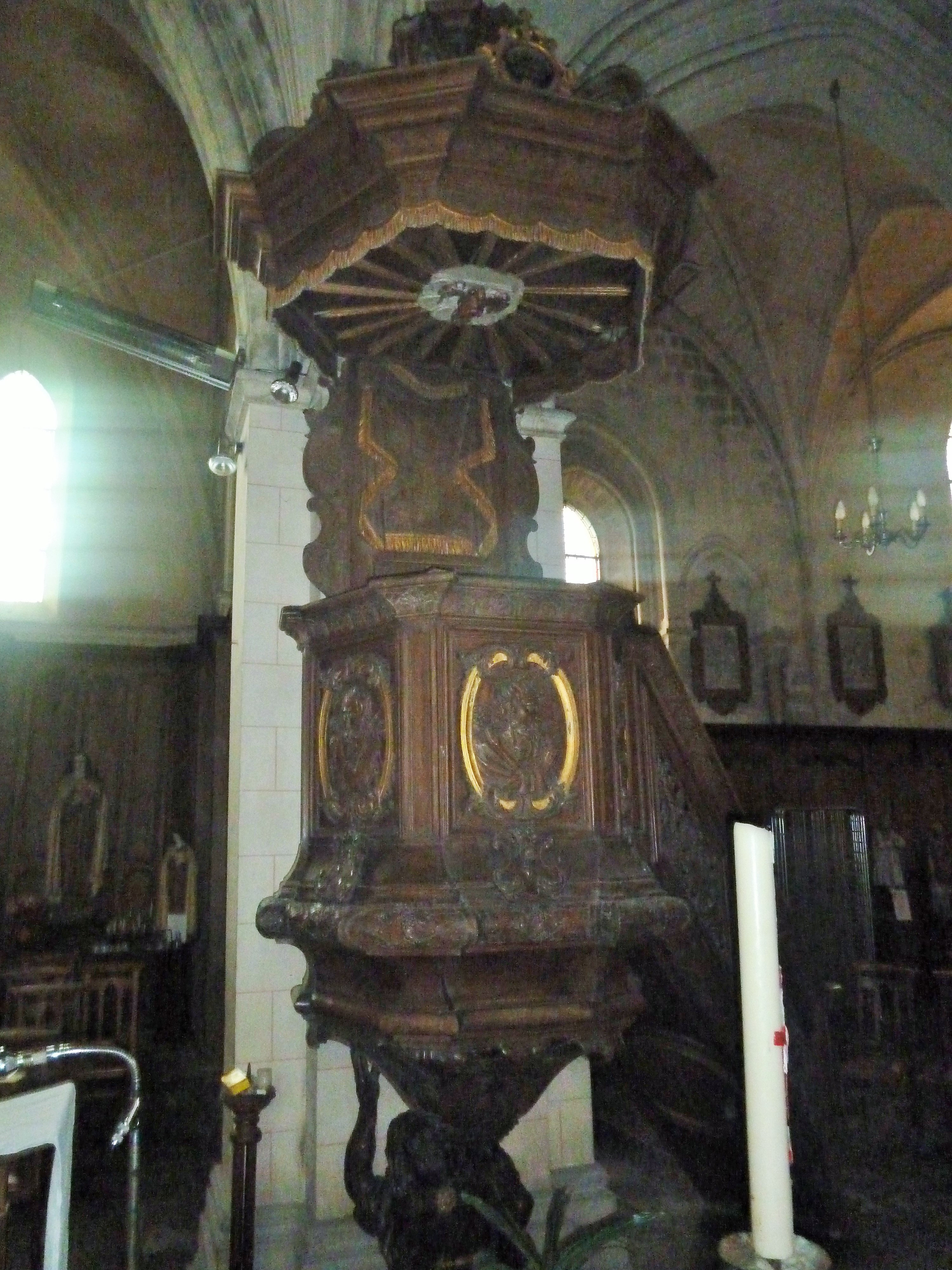
La Chaire de vérité de l'église Saint-Martin.
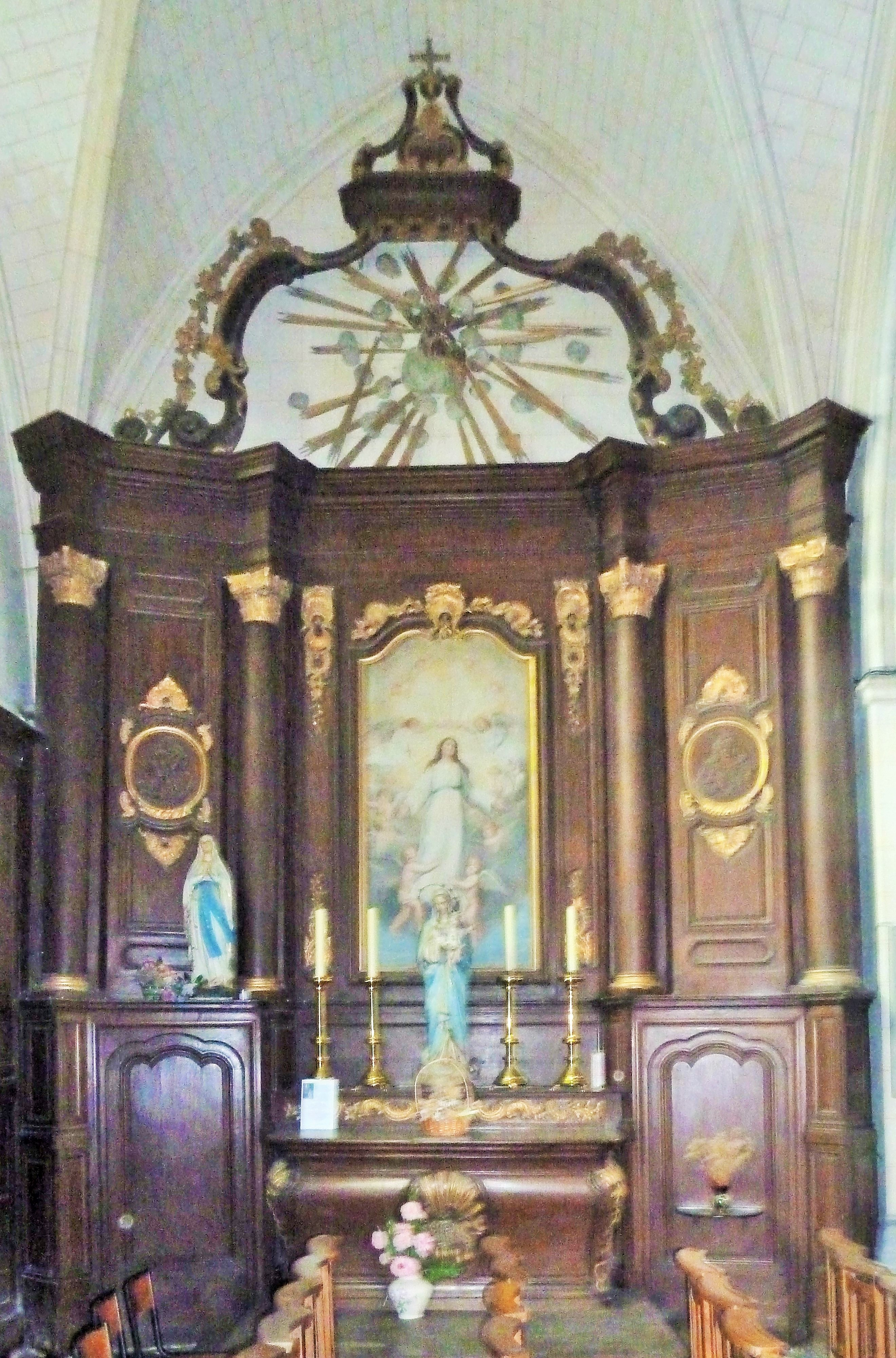
Absidiole dédiée à l'Assomption de la Vierge.
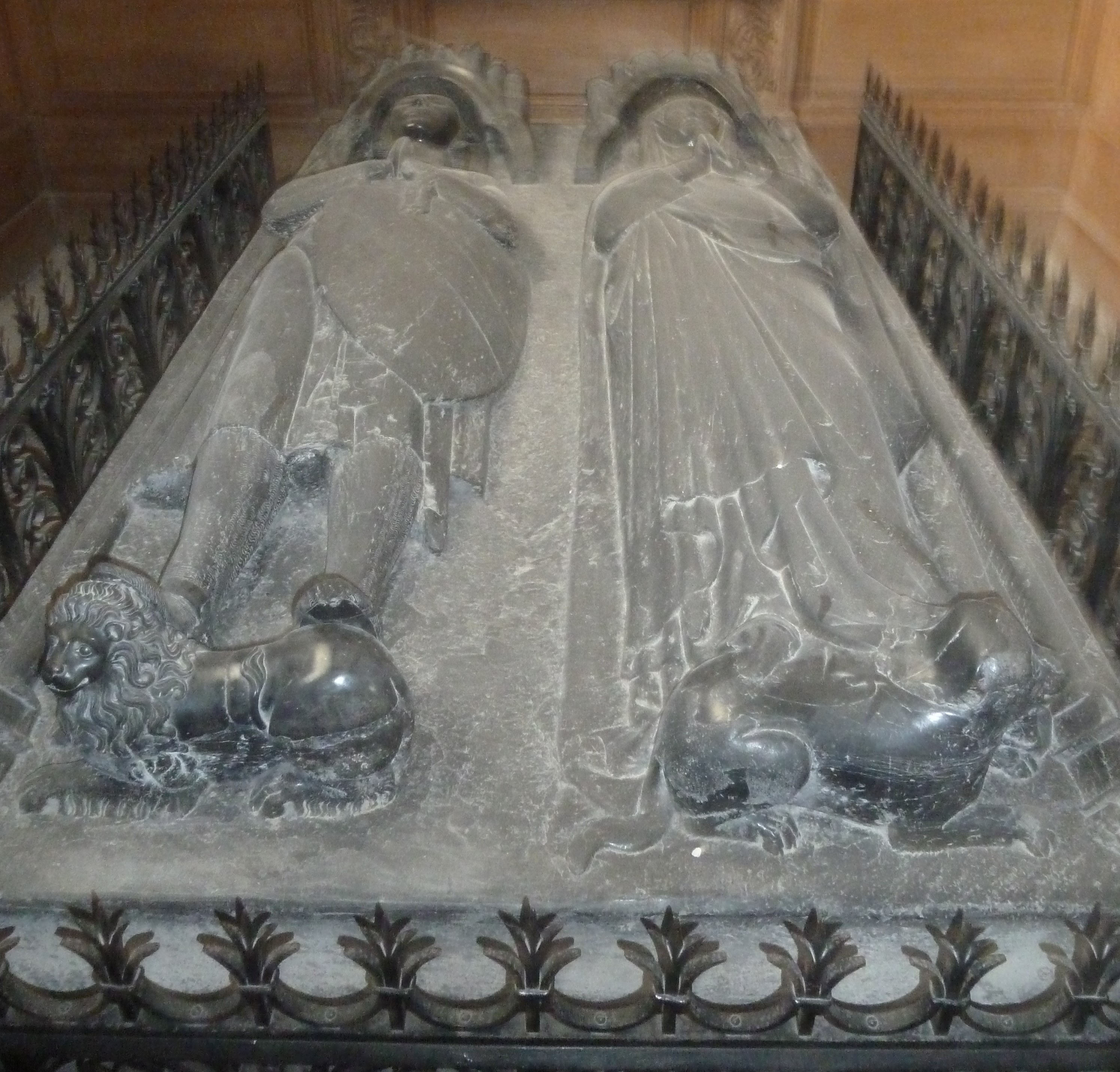
Gisant de Baudoin d’Hénin-Liétard et d’Isabeau de Sebourg.
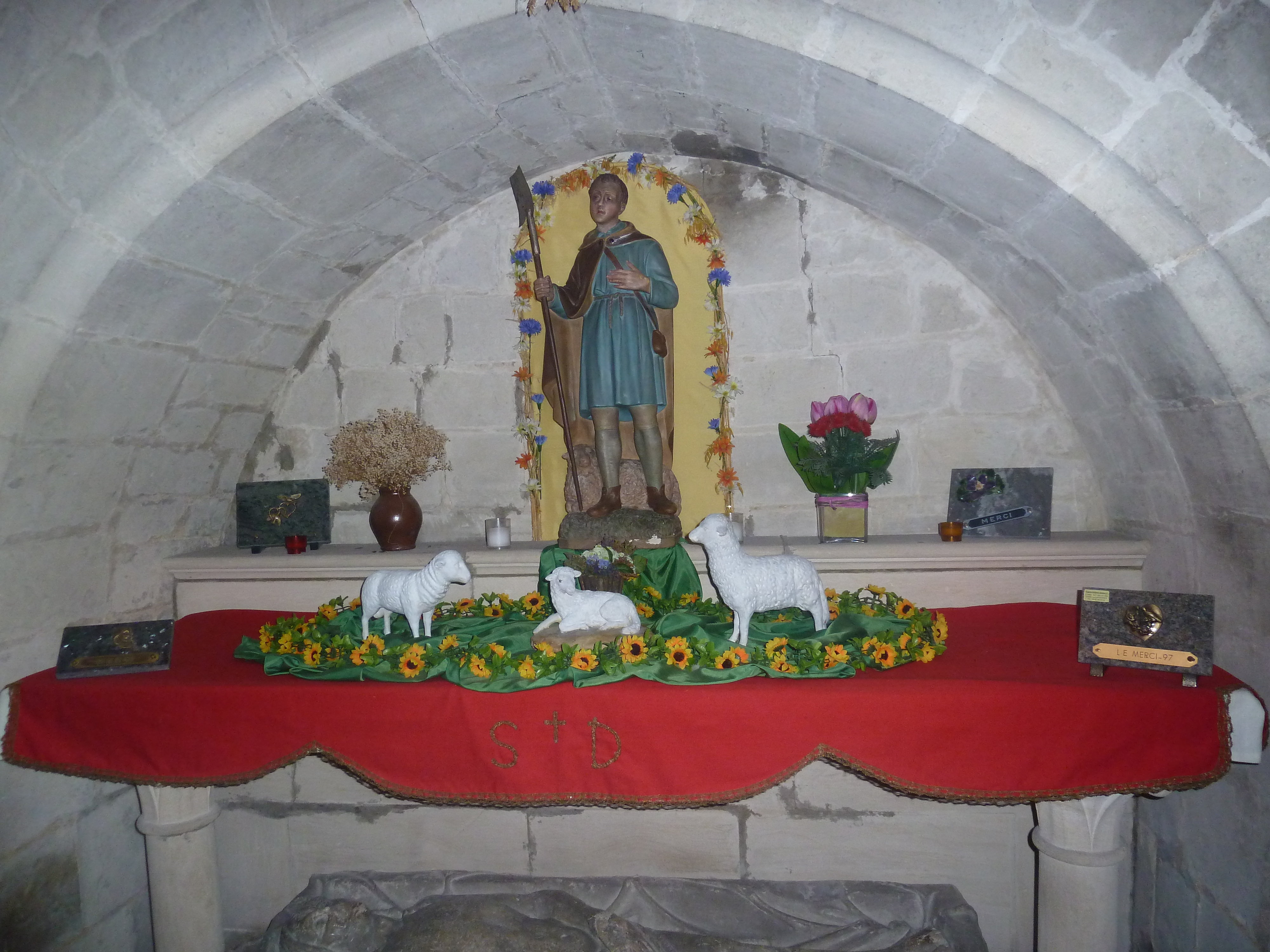
Chapelle latérale dédiée à saint Druon.
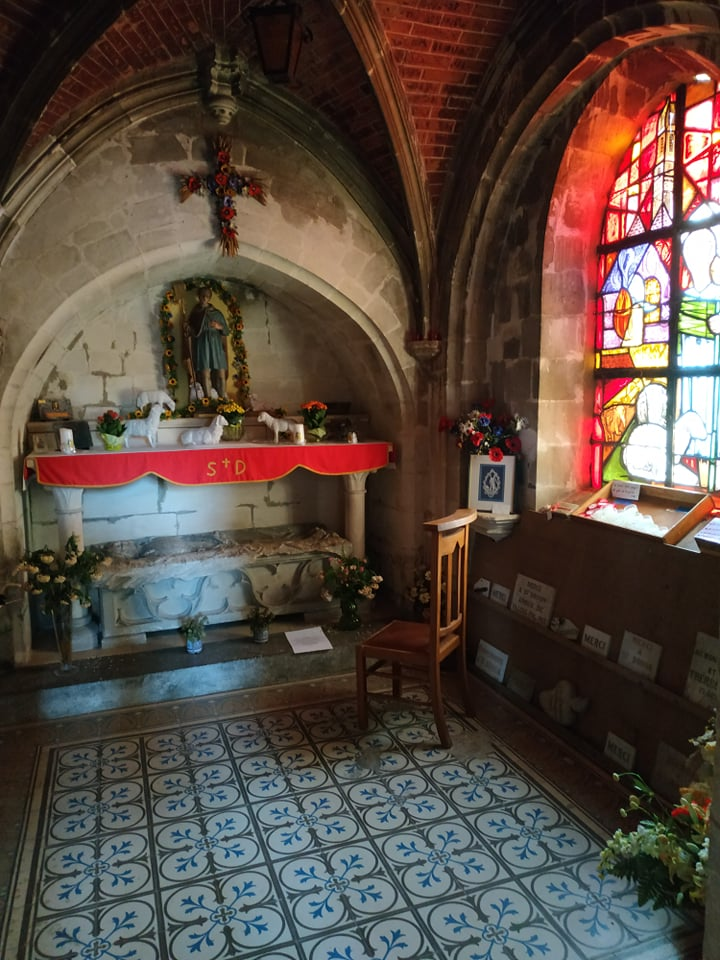
Chapelle Saint Druon et son gisant.

## voir aussi